# 77 Bombay Street
I 77 Bombay Street sono un gruppo folk e indie rock fondato a Scharans, Svizzera, nel 2007.
Sono diventati popolari nel 2011 con il singolo Up in the Sky. Nella loro carriera i 77 Bombay Street hanno tenuto oltre 150 concerti live tra Svizzera, Francia, Inghilterra, Italia, Germania, Svezia, Belgio e Paesi Bassi.

## Storia

### Primi anni
I quattro fratelli Matt (1982), Joe (1984), Esra (1986) e Simri-Ramon (1990) Buchli crescono in una famiglia di nove persone a Basilea. Già da bambini suonano in case di cura e in occasione di eventi privati. Nel 2001 la famiglia si trasferisce ad Adelaide, in Australia, al numero 77 di Bombay Street, da cui deriva il nome della band. Quando i quattro fratelli ritornano in Svizzera due anni dopo rilevarono lo Chalet in cui vivevano i loro nonni a Scharans, dove fondano il gruppo nel 2007.
Nello stesso anno i 77 Bombay Street cominciano a partecipare e a vincere gare musicali: nel 2009 vincono sia il Little Prix Walo che il MyCokemusic Contest. Nel 2008 esce il loro primo EP, Dead Bird, dal quale estraggono nel 2009 il singolo Say Love.

### Up in the Sky(2010 - 2011)
Nel 2010 viene pubblicato il loro primo singolo, 47 Millionaires, estratto dall'album di debutto, seguito l'11 marzo 2011 dal secondo singolo Long Way, disponibile su iTunes dal 29 luglio 2011. Quest'ultimo arriva al 55º posto delle classifiche in Svizzera. Il loro album di debutto, Up in the Sky, viene pubblicato l'11 febbraio 2011 per l'etichetta discografica Gadget Records. L'album raggiunge in Svizzera il 3º posto in classifica.
Il terzo singolo estratto è Up in the Sky, pubblicato il 24 aprile 2011, che raggiunge in Svizzera il 7º posto in classifica. Il singolo contribuisce ad aumentare la popolarità del gruppo diventando un tormentone, grazie anche ai continui passaggi in radio. Il quarto singolo, pubblicato il 25 settembre 2011, è I Love Lady Gaga, che raggiunge il 19º posto nella classifiche in Svizzera.
Nello stesso anno il loro album di debutto ottiene un disco d'oro ed uno di platino.. A fine 2011 vengono candidati in 3 categorie agli Swiss Music Awards 2012, che si svolgono il 2 marzo 2012, vincendo 2 premi su 3: Miglior canzone nazionale e Miglior album pop/rock nazionale.
Tra il 2011 e il 2012 si tiene l'Up In The Sky Tour.

### Oko Town(2012 - 2014)
Il secondo album Oko Town viene pubblicato il 5 ottobre 2012 mentre la pubblicazione del primo singolo Low On Air avviene il 17 agosto. Il 25 ottobre 2012, a Parigi, inizia l'Oko Town Tour, il loro secondo tour in supporto al nuovo album che tocca Francia, Svizzera, Paesi Bassi, Germania, Italia e Belgio.. Il secondo singolo estratto dall'album, Angel, viene pubblicato il 14 dicembre 2012.
A inizio gennaio 2013 la band viene premiata con uno Swiss Award nella categoria spettacolo per aver dato, appunto spettacolo, durante l'anno precedente con i primi due tour intrapresi. Il 5 aprile dello stesso anno il secondo album del gruppo, Oko Town, ottiene un disco di platino in Svizzera, avendo venduto più di 30 000 copie. Sempre nello stesso mese, il 25, viene pubblicato il terzo singolo, Oko Town, promosso da un videoclip girato a Londra. Il quarto singolo Follow the Rain viene pubblicato il 9 ottobre. Una settimana più tardi segue il video musicale. L'Oko Town Tour si conclude a fine 2014.

### Seven Mountains(2015 - 2020)
Il terzo album Seven Mountains viene pubblicato il 18 settembre 2015, mentre il primo singolo omonimo dell'album viene pubblicato il 16 giugno. Il videoclip del singolo viene pubblicato su YouTube il 3 luglio.
Il 1º novembre 2015 prende via a Berlino il Seven Mountains Tour, loro terzo tour in supporto al nuovo album che tocca Germania, Svizzera e altri paesi..

### Start Over(2021 - )
Il quarto album, Start Over, viene pubblicato il 15 ottobre 2021.

## Formazione
- Matt Buchli - voce principale, chitarra acustica
- Joe Buchli - voce, chitarra elettrica
- Esra Buchli - voce, batteria
- Simri-Ramon Buchli - voce, basso

## Discografia

### Album
- 2011 - Up in the Sky
- 2012 - Oko Town
- 2015 - Seven Mountains
- 2021 - Start Over

### EP
- 2008 - Dead Bird

### Singoli
- 2009 - Say Love
- 2010 - 47 Millionaires
- 2010 - Long Way
- 2011 - Up in the Sky
- 2011 - I Love Lady Gaga
- 2012 - Low On Air
- 2012 - Angel
- 2013 - Oko Town
- 2013 - Follow the Rain
- 2015 - Seven Mountains
- 2016 - Bombay
- 2016 - Empire
- 2021 - Drifters In The Wind
- 2021 - Karaoke Girl
- 2021 - Train Home
- 2021 - Fox
- 2021 - Eugene
- 2021 - Start Over
- 2021 - Middle of My World

## Riconoscimenti
MyCokemusic Contest
- 2009 -

Prix Walo
- 2009 - Little Prix Walo
- 2012 - Best Album Pop/Rock

Swiss Music Awards
- 2012 - Miglior canzone nazionale per Up in the Sky
- 2012 - Miglior album pop/rock nazionale per Up in the Sky

SwissAward
- 2013 - Spettacolo